# Monster Max
Monster Max è un videogioco del 1994 sviluppato da Rare e pubblicato da Titus Software per Game Boy. La colonna sonora del gioco è affidata a David Wise.

## Modalità di gioco
Il gameplay del gioco ricorda le avventure isometriche di Batman e Head over Heels.
Nella schermata iniziale è possibile selezionare una tra le sei lingue del gioco: inglese, francese, olandese, italiano, spagnolo o tedesco.